# Valme
Valme es un nombre propio sevillano de género femenino cuyo origen se encuentra en una advocación mariana, la de la Virgen de Valme. Tiene su santoral el tercer domingo de octubre.
Cuenta la leyenda que cuando el rey Fernando III se disponía a conquistar Sevilla portaba consigo una imagen de la Virgen María, a la que pidió ayuda con la siguiente plegaria: «¡Váleme, Señora, que si te dignas hacerlo, en este lugar te labraré una capilla, en la que a tus pies depositaré como ofrenda, el pendón que a los enemigos de España y de nuestra Santa Fe conquiste!», y de la expresión «Váleme» surgió el nombre de la advocación, Valme.
Según el censo del INE de 2011, en torno a 300 mujeres en España llevan este nombre, el 85% de las cuales viven en la provincia de Sevilla.